# Uaica karipuna
Espèce
Uaica karipuna est une espèce d'araignées aranéomorphes de la famille des Sparassidae.

## Distribution
Cette espèce est endémique du Rondônia au Brésil,. Elle se rencontre vers Porto Velho.

## Description
Le mâle holotype mesure 7,6 mm.

## Systématique et taxinomie
Cette espèce a été décrite par Rheims en 2025.

## Étymologie
Cette espèce est nommée en l'honneur des Karipunas.

## Publication originale
- Rheims, 2025 : « Uaica gen. nov., a new genus of huntsman spiders from the Brazilian Amazonia (Araneae: Sparassidae). » European Journal of Taxonomy, vol. 989, p. 24-49 (texte intégral).